# Gagea villosula
Gagea villosula är en liljeväxtart som beskrevs av Aleksei Ivanovich Vvedensky. Gagea villosula ingår i Vårlökssläktet och i familjen liljeväxter. Inga underarter finns listade.